# Krvavé koleno
Krvavé koleno je dětská hra, kterou hrají či hrávaly velmi malé děti, na Moravě a ve Slezsku známá pod jménem Krvavý dědek. Větší část hry je založena na opakování dialogu postavy maminky s Krvavým kolenem, poté děti začnou chodit dokola a odpočítávat čas slovy „První hodina odbila, lampa ještě svítila, druhá hodina odbila...“ (parafráze Erbenovy balady z Kytice). V určitou chvíli Krvavé koleno vykřikne „Lampa zhasla“ a vrhne se na ostatní. Koho chytí, ten se stane Krvavým kolenem. Znovu probíhají všechny dialogy v nezměněné podobě dál a dál.

## Pravidla
Hráči si zvolí dva (obvykle) nejstarší ze svého středu – jeden představuje Krvavé Koleno, druhý mámu, ostatní jsou děti. Krvavé Koleno se schová např. do kůlny, za dříví, či kamkoliv, kde nebude vidět.
Jedno dítě se jde podívat a přijde s křikem: "Mami, mami, v kůlně straší!". Matka to zamítne a vymyslí co asi dítě ve skutečnosti zahlédlo např.: "Ale kdepak, to byly jen tátovy montérky." a tak tam jde další dítě. Po vystřídání všech dětí, se tedy máma jde také podívat a "objeví"  Krvavé Koleno. Následuje tolik oblíbený rozhovor mezi nimi, přičemž je důležité, aby Krvavé Koleno mluvilo hrozně strašidelným hlasem.
M: "Kdo jsi?"
K: "Krvavý Koleno."
M: "Kde spíš?"
K: "Na lidských kostech."
M: "Čím se přikrýváš?"
K: "Lidskou kůží." 
M: "Co máš pod hlavou?
K: "Lidské vlasy."
M: "Co máš v levé kapse?
K: "Vidličku."
M: "Co máš v pravé kapse?"
K: "Nůž."
M: "Čím se živíš?"
K: "Dětmi!!!"
M: "A kdy si pro ně přijdeš?"
K: pošeptá matce čas... 
pak všichni v hloučku odříkávají: "První hodina odbila, lampa ještě svítila" atd., až se dostanou k hodině, v kterou má Krvavé Koleno přijít – to máma místo "...lampa ještě svítila" řekne: "...lampa zhasla!" – po tomto se s křikem vyřítí Krvavé koleno a začne chytat děti, které před ním utíkají. Kdo je první chycen, je v dalším kole Krvavé Koleno. Tento proces se potom opakuje.

## Pátrání po původu hry
O vzniku této hry není mnoho informací, na internetu se objevilo krátké vlákno na serveru Vanilka.cz, kde je také uveden celý dialog maminky a Krvavého kolena. Tím, že hra s výjimkou velmi krátké honičky stojí na opakování a přehrávání předem určených rolí, může připomínat magické obřady, podobně jako další dětská hra Zlatá brána. Dosvědčit hru lze minimálně k roku 1935. 
V anglicky hovořících zemích se objevuje "démon" Krvavé koleno v originálu "Bloody Bones“, který chytá děti, nejraději malé, a požírá je.